# Victoria (álbum)
Victoria é o quarto álbum solo de Herbert Vianna. O disco consiste em canções que Vianna anteriormente havia cedido para outros cantores, gravadas  por ele em parceria com o produtor Chico Neves.

## Lista de faixas
Todas as letras escritas por Herbert Vianna, exceto onde indicado. 
| N.º | Título                            | Música                              | Duração |  |
| 1.  | "Só Pra Te Mostrar"               |                                     | 2:50    |  |
| 2.  | "Pense Bem"                       |                                     | 2:11    |  |
| 3.  | "Junto Ao Mar"                    |                                     | 2:34    |  |
| 4.  | "Eu Não Sei Nada De Você"         |                                     | 2:09    |  |
| 5.  | "A Lua Que Eu Te Dei"             |                                     | 2:25    |  |
| 6.  | "Noites de Sol, Dias de Lua"      |                                     | 2:06    |  |
| 7.  | "Mulher sem Nome"                 |                                     | 1:54    |  |
| 8.  | "Pra Terminar"                    |                                     | 2:12    |  |
| 9.  | "Penso Em Você"                   |                                     | 2:04    |  |
| 10. | "Une Chanson Triste"              |                                     | 2:49    |  |
| 11. | "Quando Você Não Está Aqui"       | Herbert Vianna e Paulo Sérgio Valle | 2:21    |  |
| 12. | "Canção Para Quando Você Chegar"  | Herbert Vianna e Leoni              | 2:02    |  |
| 13. | "Vem Pra Mim"                     | Herbert Vianna e Leoni              | 3:13    |  |
| 14. | "Nada Por Mim"                    | Herbert Vianna e Paula Toller       | 1:40    |  |
| 15. | "Se Eu Não Te Amasse Tanto Assim" | Herbert Vianna e Paulo Sérgio Valle | 2:48    |  |
| 16. | "Um Amor, Um Lugar"               |                                     | 2:36    |  |
| 17. | "Só Sei Amar Assim"               |                                     | 2:30    |  |
| 18. | "Blues da Garantia"               |                                     | 1:23    |  |
| 19. | "Sinto Muito"                     |                                     | 3:19    |  |
| 20. | "Derretendo Satélites"            | Herbert Vianna e Paula Toller       | 2:42    |  |